# 1-й Архивный переулок
Пе́рвый Архи́вный переу́лок (название с конца XIX века) — переулок в Центральном административном округе города Москвы на территории района «Хамовники». Соединяет Малую Пироговскую и Большую Пироговскую улицы.

## Происхождение названия
Назван в конце XIX в. по находящемуся здесь Архиву Министерства юстиции, специальное здание для которого было построено в 1886 году.

## Здания и сооружения
Смотря с Большой Пироговской улицы, слева находится непосредственно Государственный архив Российской Федерации, расположенный по адресу: Большая Пироговская улица, дом 17. Справа — Первый Московский государственный медицинский университет имени И. М. Сеченова: Клиника детских болезней (Большая Пироговская улица, дом 19).

## Транспорт

### Метро
Ближайшая станция метро —  Фрунзенская.

### Наземный транспорт
На Большой Пироговской улице: автобусы м3, 15, 64, 255, С12; остановка «Трубецкая улица».
На Комсомольском проспекте: автобусы А, т28; остановка «Станция метро „Фрунзенская“».